# Museipedagogik
Museipedagogik är undervisning som nyttjar museer och deras olika samlingar som läromedel. Inlevelse och gestaltning utgör typiska element i lärandeprocessen där man anspelar till besökarens tankar och fantasi för att visa hur det kunnat vara.
Bland svenska museipedagoger kan nämnas Ernst Klein som haft stor påverkan på museipedagogiken i landet, samt Pernilla Stalfelt på Moderna museet.
Begreppet museipedagogik kan anspela på flera saker. Uttrycket kan användas för att illustrera aspekter av museiverksamheten som förutsätter någon form av aktiv kommunikation med besökaren. Det kan också mer specifikt handla om den pedagogiska, yrkesmässiga praktiken som möjliggör kunskapsöverföring genom exempelvis visandet av utställningar eller guidade turer. En vidare tolkning av begreppet innefattar att allt som berör besökaren kan förstås som en form av museipedagogik. I det avseendet är besökarens perspektiv och upplevelse avgörande för hur museipedagogiken ska bedrivas.

## Bakgrund
Ända sedan de offentliga museernas uppkomst under 1800-talet har museet som en bärare av vetenskap och kunskap utgjort en viktig del i verksamheten. Artonhundratalets kulturhistoriska museer stod för både insamlandet, bevarandet och gestaltningen av kunskap som annars riskerade att gå förlorat. Då var det främst föremålen i sig själva som ansågs viktiga och fokus låg på att ställa ut dessa i montrar. Den kunskap som museet förde över till besökarna var objektiv, faktabaserad och knuten till en begränsad historieskrivning. Synen på musernas förmedling av kunskap kom att förändras. Under 1960-talet blev museerna allt mer publikorienterade. Den nationella kulturpolitiken syftade till att främja tillgången till kultur och denna fråga lyftes fram som en demokratisk rättighet. Detta fick också konsekvenser för museernas verksamhetsmål. Den här förändringen har också formulerats inom det nationella samarbetet mellan olika museer. ICOM(the international council of museums) framhåller museernas pedagogiska roll och avgörande är interaktionen i samhället för att förverkliga den rollen. Därför är också museerna påverkade av olika samhälleliga, politiska och ideella styrorgan vilket får konsekvenser för hur pedagogiken bedrivs.

## Lärande och kunskapsöverföring
Museipedagogiken handlar både om teoretiska analyser och praktiskt verksamhet.I det praktiska förfarandet har museipedagogiken som uppgift att möjliggöra fysisk, social och intellektuell delaktighet för besökare. I ett utställningsammanhang är en viktig del i den pedagogiska uppgiften att göra en utställning mer tillgänglig för besökaren genom att förtydliga budskap och tolkning. I den meningen fungerar museipedagogiken som ett verktyg för att översätta, förmedla och skapa mening till de fysiska föremålen.
Fokus ligger också på att teoretisk försöka förstå hur läroprocessen på museer tas emot och förstås av besökare. Det finns flera faktorer som tas med i den analysen. Bland annat handlar det om relationen mellan deltagarna och de materiella föremålen. Umgänget med museiföremålen inbegriper en handlingsberedskap som påverkar hur föremålen erfars. Betydelsen av föremålet transformeras och konstitueras utifrån deltagarnas individuella erfarenheter. Centralt för att denna process är besökarnas intresse och vilja att delta i en utställnings kommunikationsprocess Något som också lyfts fram är synen på museerna som en frivillig lärmiljö som ger upphov till ett ökat handlingsutrymme för besökarna vilket också samspelar med ett övergripande formbart förhållningssätt till auktoritet och kunskap. Individen kan själv internalisera och assimilera information. Museets uppgift är att möta detta behov.
Teorier rörande modern museipedagogik fokuserar i stora drag på museet som en helhetsupplevelse där överföringen av kunskap bara utgör en del. Den känslomässiga erfarenhet tillskrivs också betydelse. Lika så fokuset på den subjektiva upplevelsen och erfarenheten. En utmaning för utställningarna är att beröra alla dessa plan. Ett sätt är att anpassa utställningen efter en föreställd besökartyp. Människor delar många kulturella erfarenheter och minnen, somliga kollektiva andra individuella. När utställningarna skapar ett berättande kan dessa aktiveras genom olika koder eller representationer som får betydelse och meningen, dels utifrån den kollektiva förståelsen och associationsförmågan kring särskilda föremål och berättelser, men också genom den personliga erfarenheten och diskursiva kategorier som kön, klass, kultur och social tillhörighet. Det är i denna spänning som den subjektiva upplevelsen av en utställning blir till. Utifrån den teorin konstruerar en museiutställningen och besökaren på sätt och vis varandra i ett dialektiskt förhållande.

## Nya utmaningar
Museipedagogiken befinner sig för närvarande i en sorts kollision mellan å ena sidan traditionell verksamhet och å andra sidan förnyelse. Bland annat handlar detta om hur institutioner förhåller sig till exempelvis ny teknologi. Konkurrensen från nöjes- och upplevelseindustrin kräver en viss anpassning för museerna. Detta är särskilt betydelsefullt när betoningen för verksamheten tenderar att förskjutas från föremål och samling till besökarupplevelsen.